# 코소바레 아슬라니
코소바레 아슬라니(스웨덴어: Kosovare Asllani, 1989년 7월 29일 ~ )는 스웨덴의 알바니아-코소보계 여자 축구 선수이다. 포지션은 공격수이며, 현재 이탈리아 의 AC 밀란에서 활동하고 있다.

## 클럽 경력
15세 시절에 빔메르뷔 IF에서 선수 생활을 시작했으며 2007년에 린셰핑 FC에 입단하면서 선수 생활을 시작했다. 2010년에 미국의 여자 축구 클럽인 시카고 레드 스타스로 이적했다가 린셰핑으로 복귀했고 2012년에는 크리스티안스타드 DFF로 이적했다.
2012년부터 2016년까지 프랑스의 여자 축구 클럽인 파리 생제르맹 소속으로 활약했고 2016년부터 2017년까지 잉글랜드의 여자 축구 클럽인 맨체스터 시티 소속으로 활약했다. 2017년에 린셰핑 FC로 복귀했다.

## 국가대표 경력
2008년 9월에 열린 루마니아와의 경기에 처음 출전하면서 스웨덴 여자 축구 국가대표팀 선수로 데뷔했으며 UEFA 여자 유로 2009, 2012년 런던 하계 올림픽, UEFA 여자 유로 2017에 참가했다. 2016년 리우데자네이루 하계 올림픽에서는 스웨덴의 올림픽 은메달에 기여했고 2019년 FIFA 여자 월드컵에서는 스웨덴이 3위를 차지하는 데에 기여했다.

## 수상

### 클럽
린셰핑 FC
- 다말스벤스칸 2회 우승 (2009, 2017)
- 여자 스벤스카 쿠펜 2회 우승 (2008, 2009)
- 여자 스벤스카 수페르쿠펜 1회 우승 (2009)

맨체스터 시티
- FA 여자 슈퍼리그 1회 우승 (2016)
- FA 여자 슈퍼리그 콘티넨털컵 1회 우승 (2016)

### 국가대표
- 2015년 UEFA U-19 여자 축구 선수권 대회 우승
- 2016년 리우데자네이루 하계 올림픽 여자 축구 은메달
- 2019년 FIFA 여자 월드컵 3위

### 개인
- 2017년 디아만트볼렌 수상
- 2017년 스웨덴 올해의 여자 미드필더 수상